# Marathon van Enschede 1959

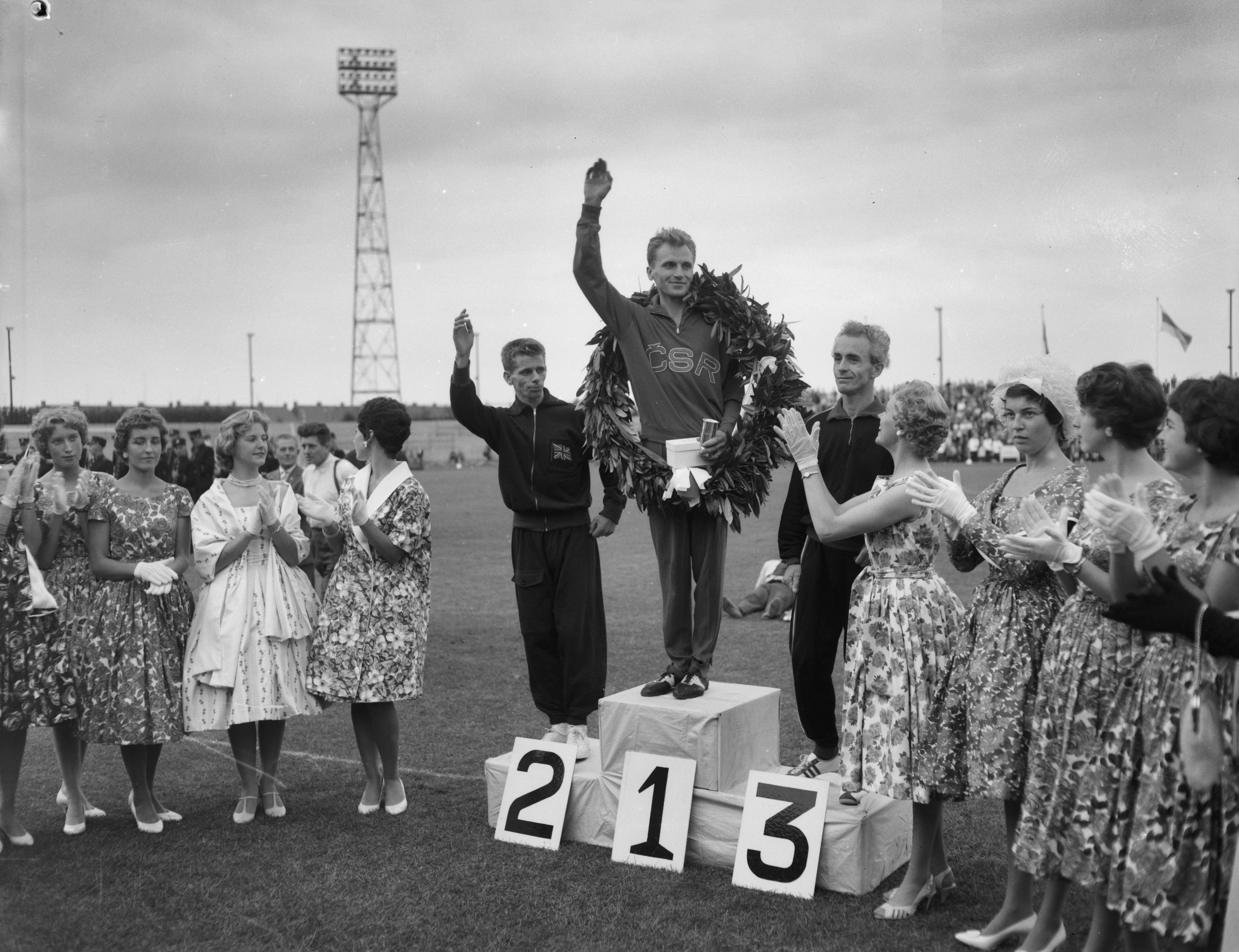
Erepodium, met v.l.n.r. Ken Pawson, winnaar Pavel Kantorek en Adolf Gruber

De marathon van Enschede 1959 werd gelopen op zaterdag 15 augustus 1959. Het was de zevende editie van de marathon van Enschede. In totaal finishten 50 lopers. De Tsjecho-Slowaak Pavel Kantorek kwam als eerste over de streep in 2:26.48.
Marathonwedstrijden voor vrouwen bestonden er in die tijd nog niet.

## Uitslagen
| rang   | naam                | land | tijd    | opmerkingen |
| ------ | ------------------- | ---- | ------- | ----------- |
| Goud   | Pavel Kantorek      | TCH  | 2:26.48 |             |
| Zilver | Ken Pawson          | ENG  | 2:27.55 |             |
| Brons  | Adolf Gruber        | AUT  | 2:31.28 |             |
| 4      | Piet Bleeker        | NED  | 2:35.58 | 1e NK       |
| 5      | Geoffrey Winchester | ENG  | 2:36.58 |             |
| 6      | Arthur Keily        | ENG  | 2:37.24 |             |

1947 ·
1949 ·
1951 ·
1953 ·
1955 ·
1957 ·
1959 ·
1961 ·
1963 ·
1965 ·
1967 ·
1969 ·
1971 ·
1973 ·
1975 ·
1977 ·
1979 ·
1981 ·
1983 ·
1985 ·
1987 ·
1989 ·
1991 ·
1992 ·
1993 ·
1994 ·
1995 ·
1996 ·
1997 ·
1998 ·
1999 ·
2000 ·
2001 ·
2002 ·
2003 ·
2004 ·
2005 ·
2006 ·
2007 ·
2008 ·
2009 ·
2010 ·
2011 ·
2012 ·
2013 ·
2014 ·
2015 ·
2016 ·
2017 ·
2018 ·
2019 ·
2020 · 2021 ·
2022 ·
2023 ·
2024 ·
2025